# Polistes semiflavus
Polistes semiflavus är en getingart som beskrevs av Holmgren 1868. Polistes semiflavus ingår i släktet pappersgetingar, och familjen getingar. Inga underarter finns listade i Catalogue of Life.